# فورونازید
فورونازید (انگلیسی: Furonazide) یک ماده دارویی بلوری ضد سل (باکتریواستاتیک) است.